# نیر عام
نیر عام (به لاتین: Nir Am) یک منطقهٔ مسکونی در اسرائیل است که در استان جنوب (اسرائیل) واقع شده‌است.

## نگارخانه

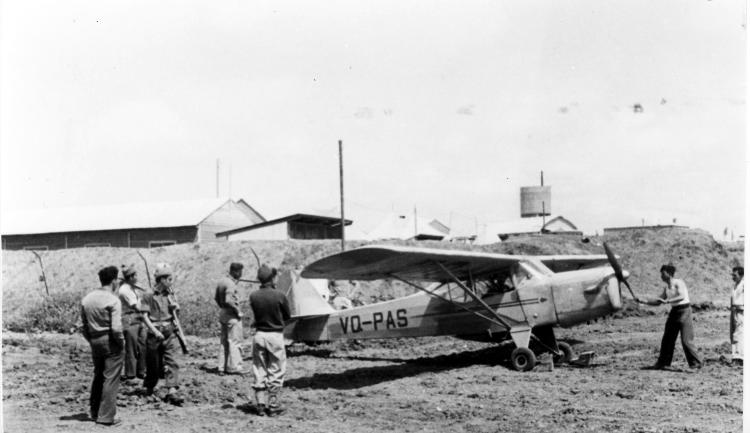
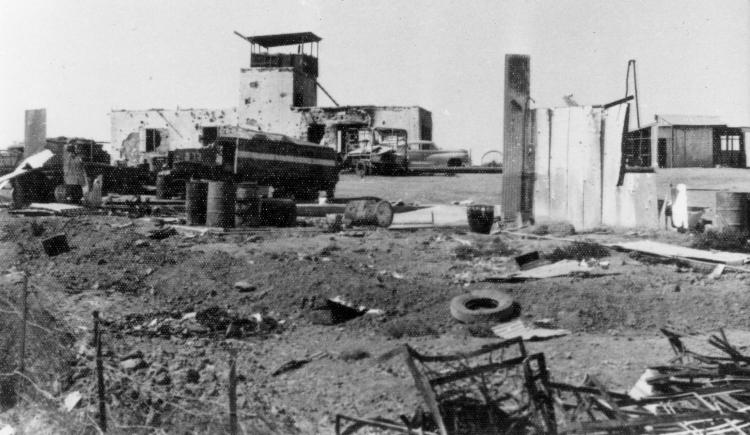
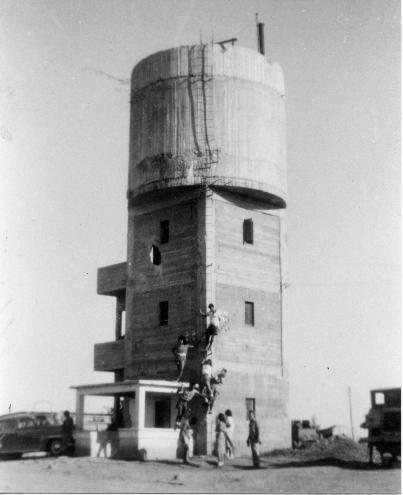